# الأفق المفقود (فلم)
الأفق المفقود (بالإنجليزية: Lost Horizon) هو فيلم دراما تم إنتاجه في الولايات المتحدة وصدر في سنة 1937. الفيلم من إخراج فرانك كابرا.

## طاقم التمثيل
- رونالد كولمان

## الميزانية والإيرادات
بلغت تكلفة إنتاج الفيلم حوالي مليوني دولار.

### ترشيحات وجوائز
| السنة | الحدث  | الفئة     | النتيجة |
| ----- | ------ | --------- | ------- |
|       | أوسكار | أفضل فيلم | ترشـيـح |

## وصلات خارجية
- مقالات تستعمل روابط فنية بلا صلة مع ويكي بيانات

1. ↑  Mosher، John (6 مارس 1937). "The Current Cinema". النيويوركر. New York: F-R Publishing Corp. ص. 78.
2. ↑  "Film Reviews". فارايتي (مجلة). New York: Variety, Inc. 10 مارس 1937. ص. 14.
3. ↑  "Topic of Capra-Cohn: The Battle Over 'Lost Horizon'."نسخة محفوظة 2007-10-21 على موقع واي باك مشين. Editors Guild Magazine. 20056. Retrieved: February 23, 2011. [وصلة مكسورة]